# Дом Юсуповой (Петрово-Соловово)
Дом Юсуповой (Дом работников искусств имени К. С. Станиславского, дом Петрово-Соловово, дом Бенардаки, Дом актёра) — историческое здание, памятник архитектуры в Центральном районе Санкт-Петербурга (Россия).
Современный адрес дома: 191025, Россия, г. Санкт-Петербург (Центральный район, Литейный округ), Невский проспект, д. 84-86.

## История
Во второй половине XVIII века участки по Невскому проспекту за Фонтанкой застраивались небольшими домами, как каменными, так и деревянными; на данном участке сначала был деревянный дом Н. Ю. Трубецкого, вокруг которого был разбит сад. В доме 9 декабря 1788 была освящена Никольская церковь. К концу XVIII века (А. Б. Куракин владел имением в 1792—1800 годах, после смерти Трубецкого и продажи участка на торгах за долги) — трёхэтажный каменный дом. Церковь после смерти Трубецкого была закрыта.
Интенсивное строительство больших жилых зданий началось в XIX веке. В 1822—1823 годах М. А. Овсянников, использовав старое здание, украсил фасад портиком с шестью колоннами ионического ордера. Ранее существовавший участок был поделен параллельно проспекту; на части, принадлежавшей Ф. Н. Петрово-Соловово и примыкающей к дому, построили флигеля, создав замкнутый внутренний двор. С 1829 по 1832 год здание арендовал Главный педагогический институт, для которого в мезонине А. Ф. Щедрин устроил храм Преображения Господня, освящённый в феврале 1830 года и закрытый в мае 1832 года в связи с переездом института в здание Двенадцати коллегий.
Следующий раз главный корпус был перестроен в 1835 году Г. Фоссати для В. К. Браницкого (по отдельным источникам тот купил дом у наследницы Петрово-Соловово в 1836—1837 годах, и тогда перестройка прошла позже) — изменилась планировка, отделка и украшение главного фасада. Высота парадных помещений была увеличена, боковые крылья главного корпуса повышены и подведены под один карниз. Под окнами боковых крыльев размещены лепные панно. В 1839 году Браницкий получил графский титул, и на доме был размещён его фамильный герб с девизом лат. Pr[o] fide et patria (За веру и отечество).
В 1865—1873 годах во дворовом флигеле жил М. А. Балакирев.
Следующими владельцами были сперва И. Е. Бенардаки, а затем его брат, Д. Е. Бенардаки. При последнем, в 1840-х годах, во дворе был создан сад с беседкой-эстрадой, а к дому пристроили металлическую террасу (1868—1869 годы, архитектор А. К. Кольман). В 1868 годах помещения дома арендовал Английский клуб, в котором на литературных вечерах выступали Л. Н. Толстой, Ф. М. Достоевский, М. Е. Салтыков-Щедрин и Н. А. Некрасов (последний также играл здесь в карты). К 1882 году дом купил князь Н. Б. Юсупов (по другим источникам, Т. А. Юсупова). В 1880-е годы в доме проводились выставки передвижников с участием И. Е. Репина (выставившего здесь впервые картину «Иван Грозный убивает своего сына Ивана», из-за чего у дома пришлось выставить отряд конной полиции для слежения за порядком среди большого количества посетителей), И. Н. Крамского, В. И. Сурикова, В. Е. Маковского и светских приёмов. В 1893—1898 годы в доме было Шахматное общество, в 1896 здесь состоялся первый в России международный турнир с участием Э. Ласкера, В. Стейница, М. И. Чигорина. В начале XX века владелицей стала княгиня З. Н. Юсупова (графиня Сумарокова-Эльстон), открывшая в доме кинематограф «Электротеатр» («Пате»), а в 1907 году — музей восковых фигур, сдававшая помещения газоводопроводному и механическому заведению В. М. Станового, сельскохозяйственному клубу, магазину мебели и другим лавкам.
В 1892—1899 годах в доме жил М. И. Чигорин, в 1893—1896 годах — В. Н. Пясецкий, в 1897—1899 годах — Н. Н. Бенардос.
После 1917 года в доме работали частный театр-антреприза «Пиковая дама» и комиссионный мебельный магазин. С 1924 года в доме разместился Центральный дом работников искусств с отделением Всероссийского театрального общества (современные Дом актёра им. К. С. Станиславского и городская организация Союза театральных деятелей России). В 1926—1932 годах в доме собиралось творческое объединение «Круг художников» и работало Северо-западное отделение журнала «Красная Нива».
В 1927—1937 годах в доме жил В. В. Вишневский.
В 1959 году дом был частично перепланирован при реконструкции и капитальном ремонте Н. А. Митуричем. Интерьеры реставрировались в 1970-е годы. В подвале было питейное заведение. С 1973 года в доме был магазин театральных принадлежностей «Маска». На 2013 год в здании размещены курьерский отдел почтовых услуг, кафе, институт «Интерстудио».
В мае 2023 года во дворе было проведено озеленение, восстановлена работа фонтана и открыт ресторан.

## Интерьеры
В большом зале в бельэтаже сохранились падуги перекрытия и стены, украшенные лепкой, созданной при перестройке 1830-х. В Китайской гостиной сохранилась относящаяся к чуть более поздним годам XIX века роспись с китайскими мотивами, в проходной комнате — лепной фриз с танцовщицами и играющими на музыкальных инструментах женщинами, в одной из комнат остался полуциркульный свод.

## Галерея

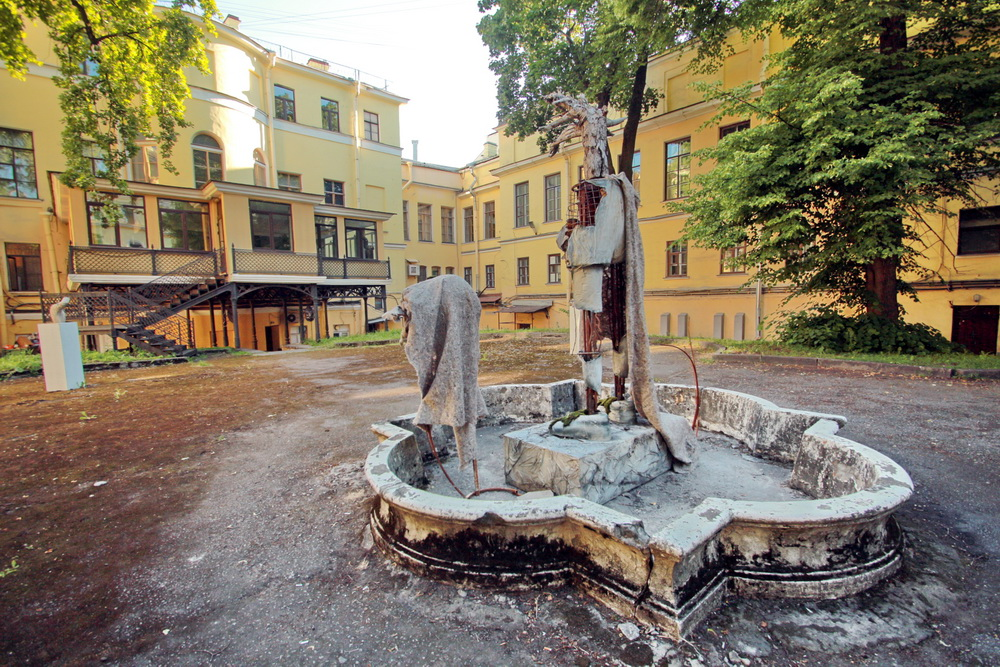
Неработающий фонтан. Видна терраса.
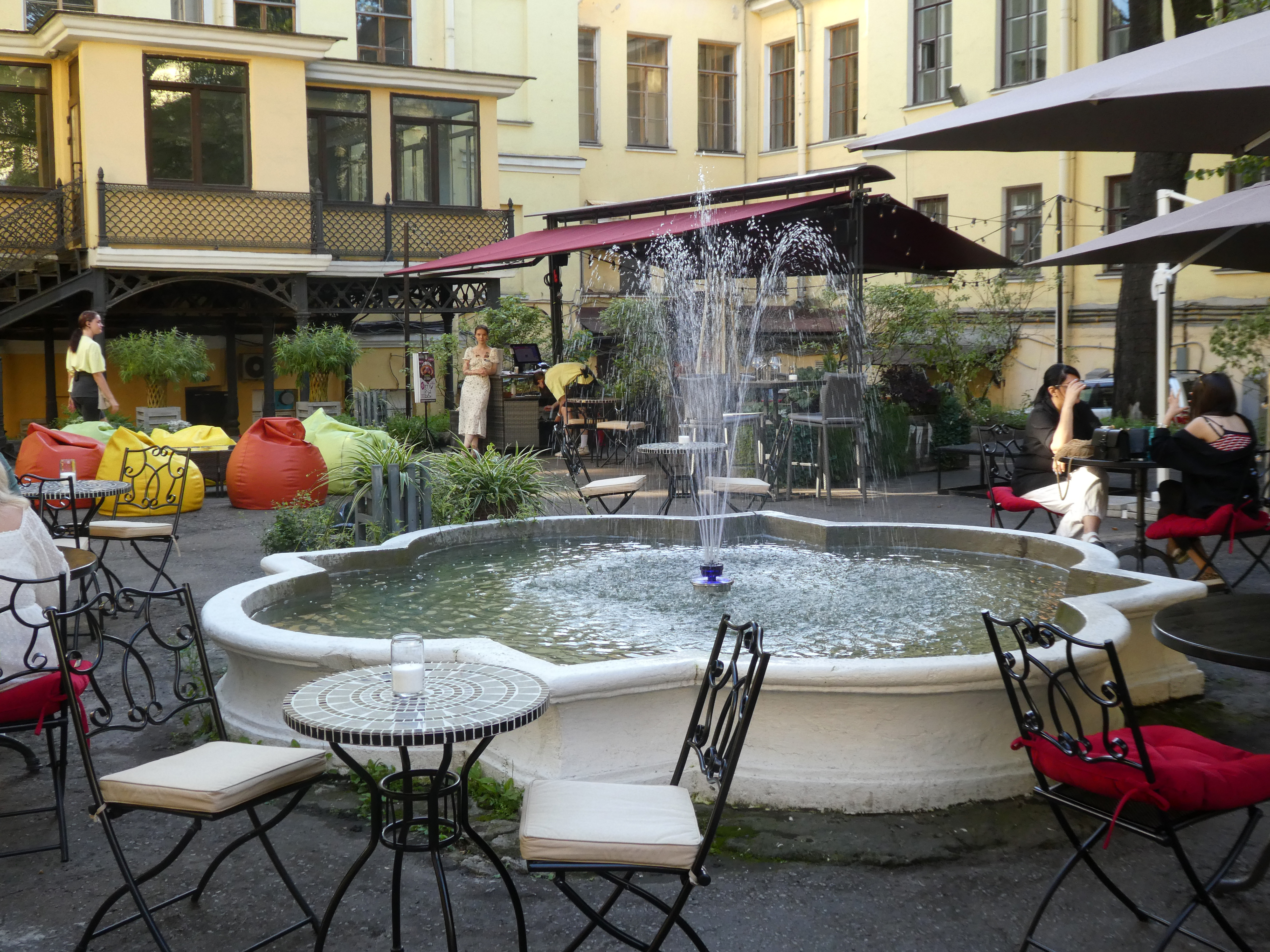
Отреставрированный фонтан
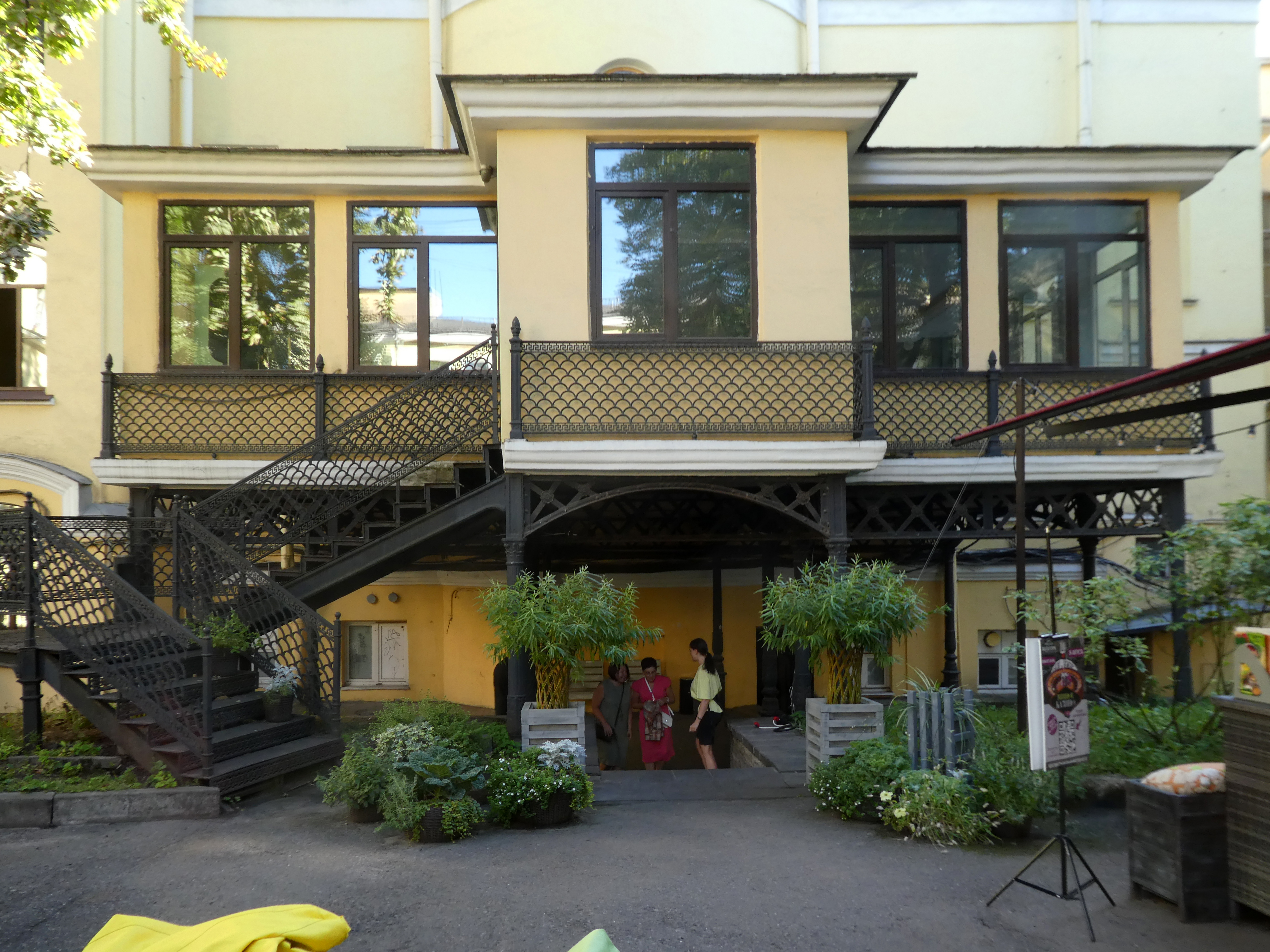
Терраса
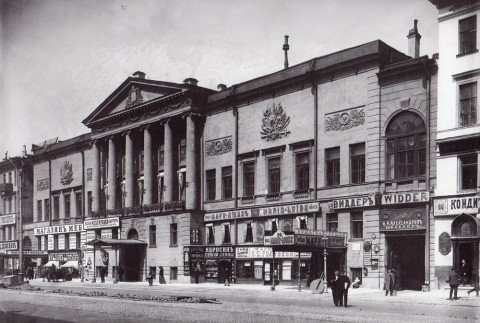
1905 год
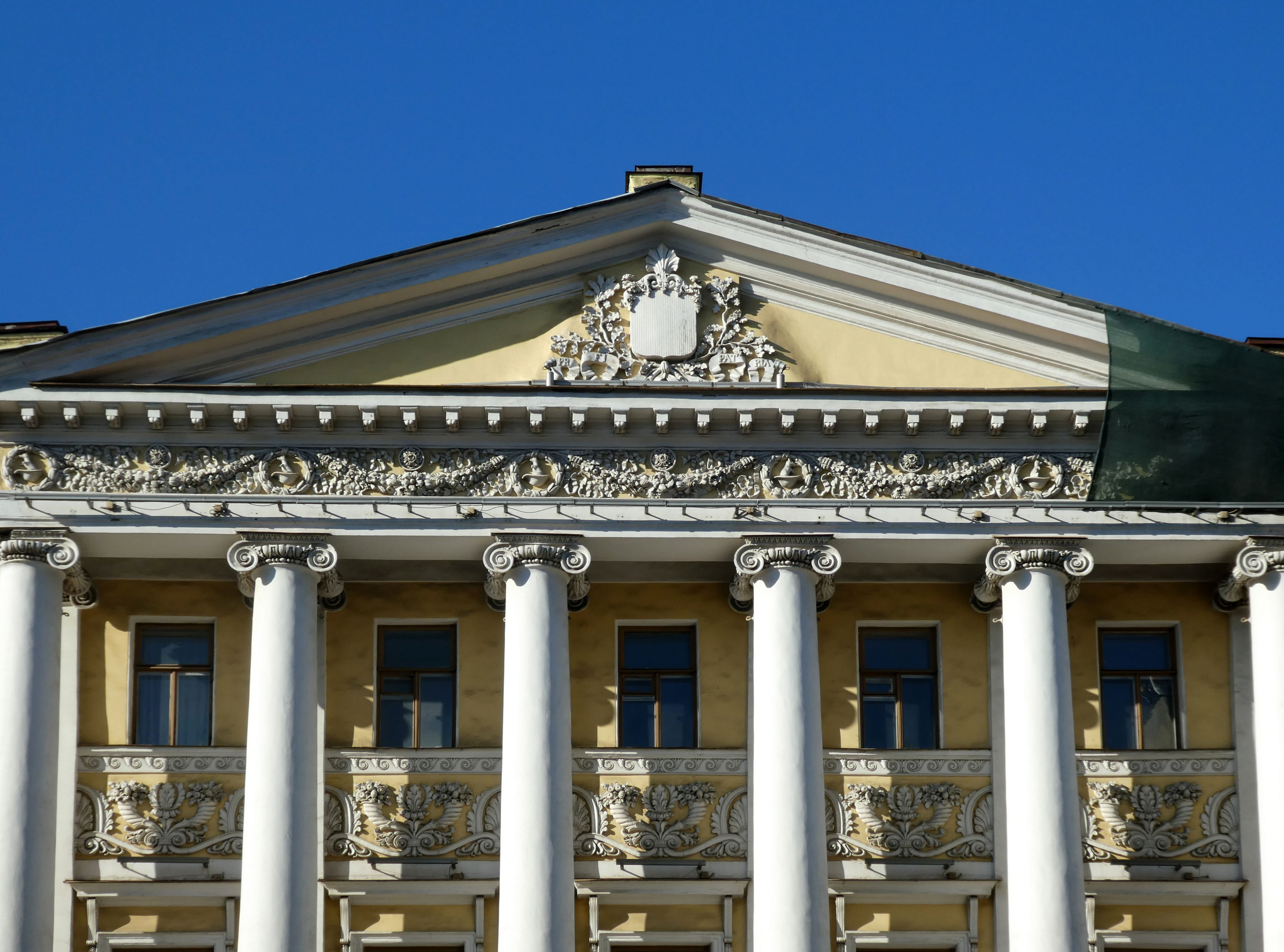
Лепнина фронтона
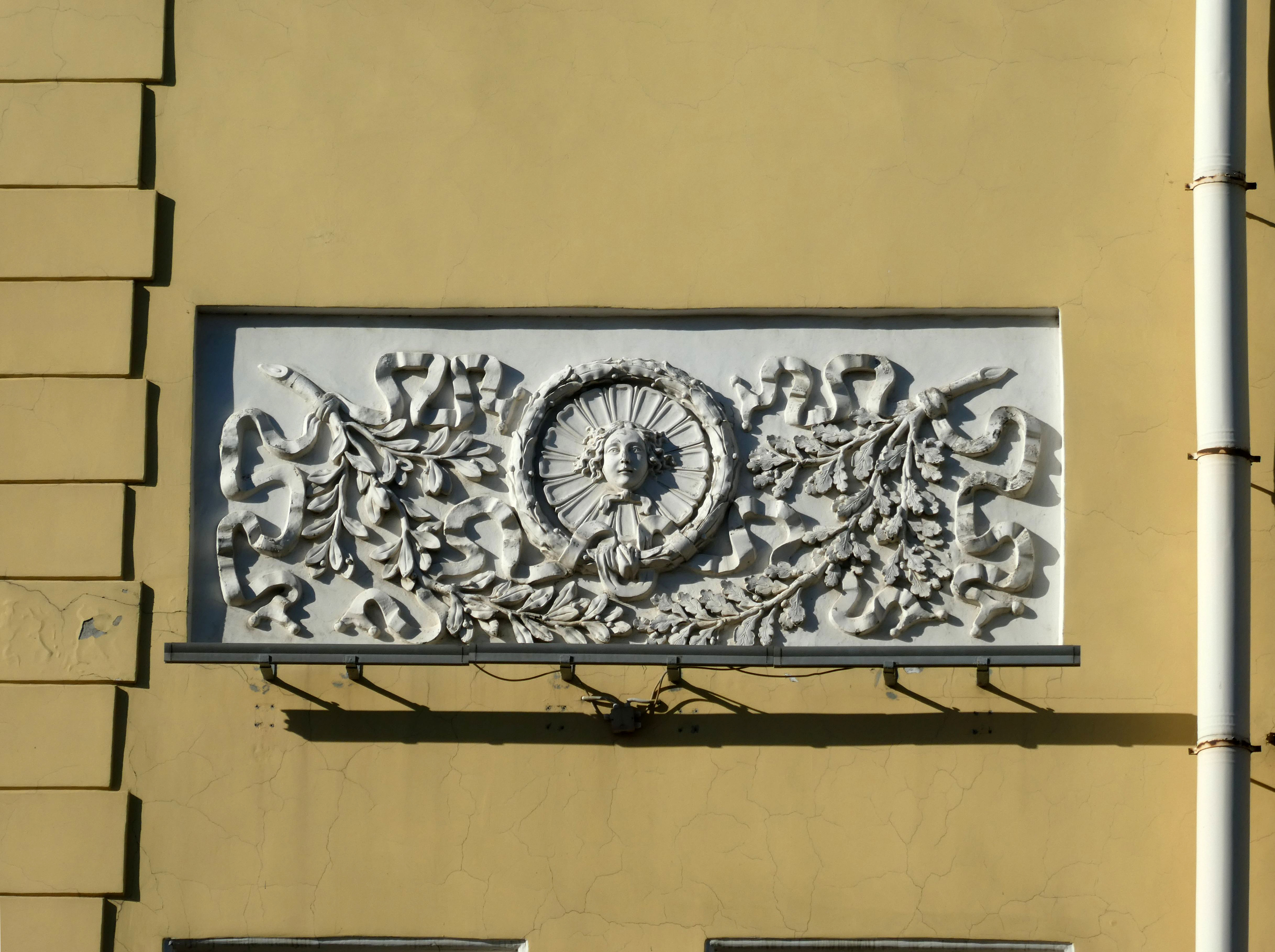
Барельеф на фасаде
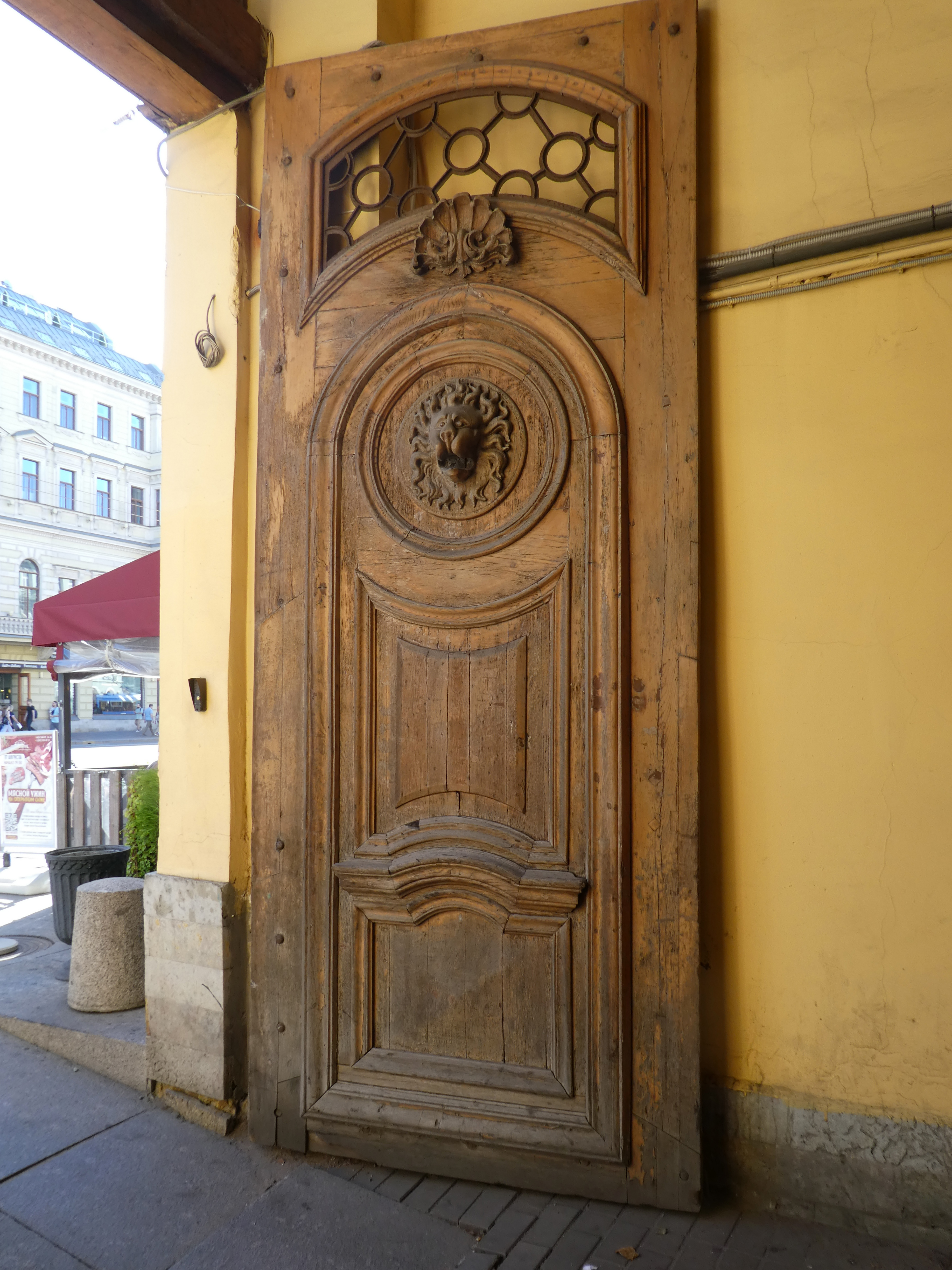
Оформление прохода во двор, дверь
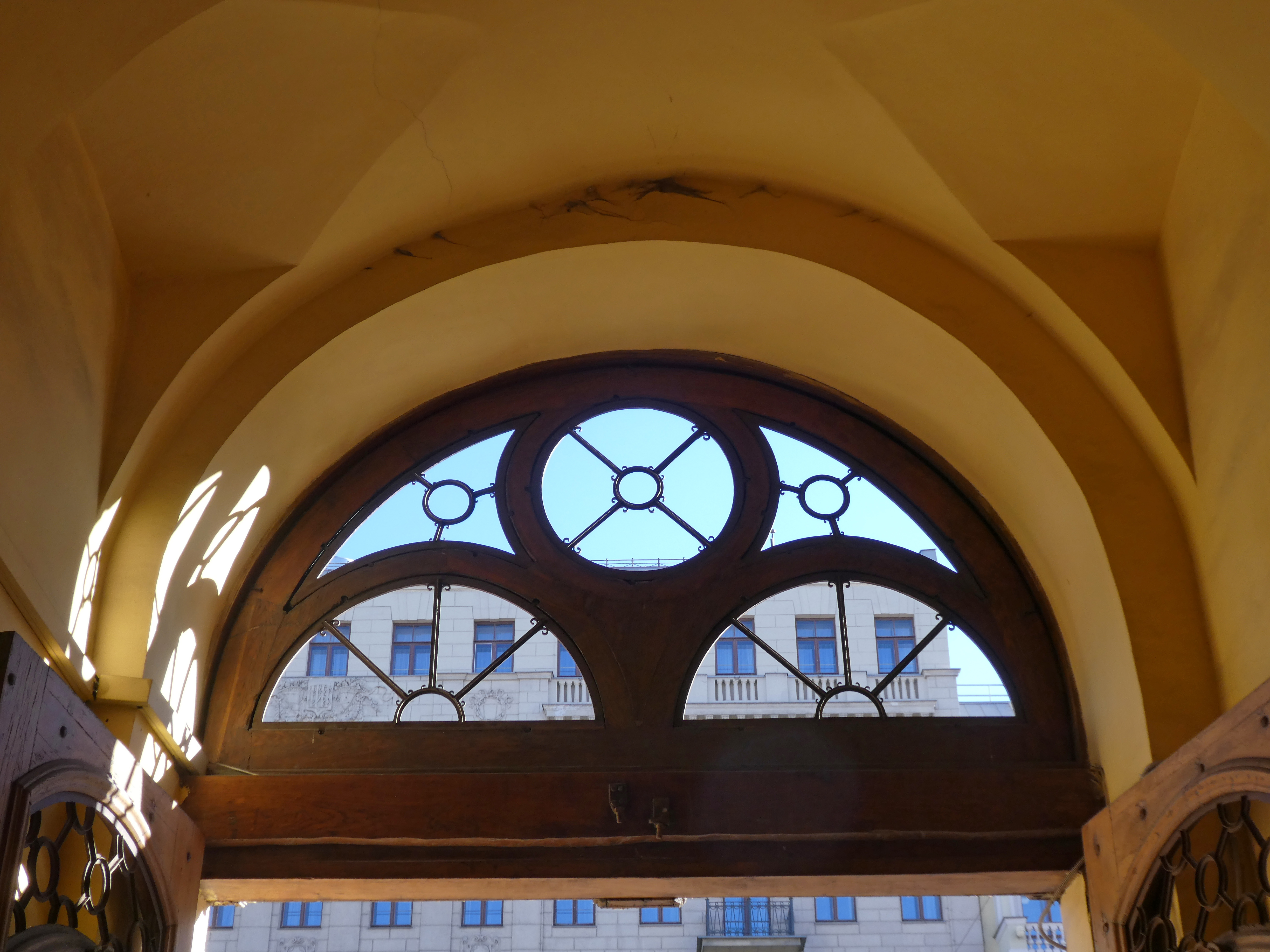
Оформление прохода во двор, над дверью
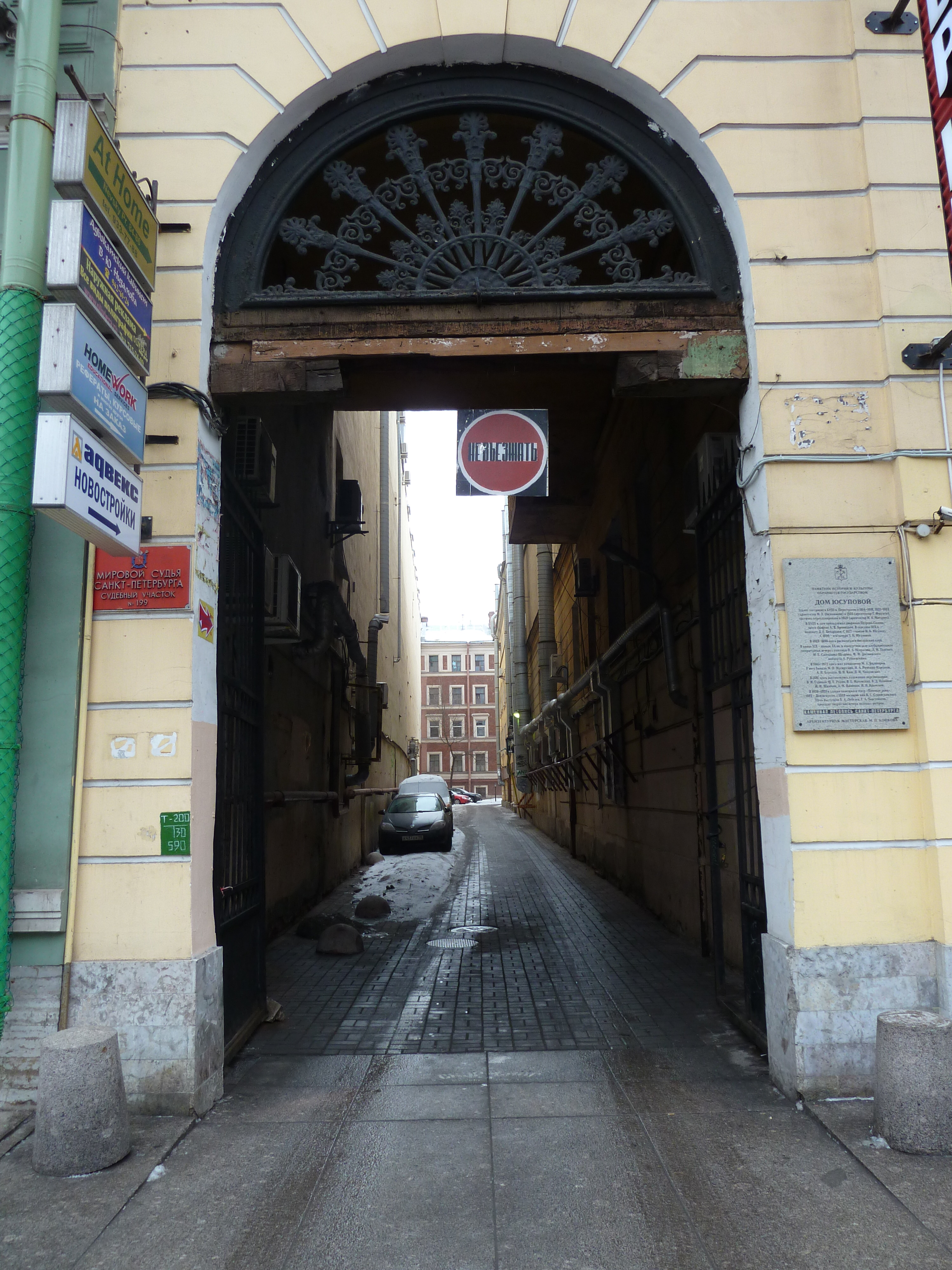
Проход от главного корпуса (дома 86) к дому 84